# Кочулия
Кочулия (рум. Cociulia) — село в Кантемирском районе Молдавии. Относится к сёлам, не образующим коммуну.

## География
Село расположено на высоте 177 метров над уровнем моря. Из родника, находящегося в 0,4 км северо-западнее села Кочулия берёт своё начало река Сасэгёл, правый приток реки Ялпужель (водосборный бассейн реки Ялпуг).

## Население
По данным переписи населения 2004 года, в селе Кочулия проживает 3620 человек (1851 мужчина, 1769 женщин).
Этнический состав села:
| Национальность | Число жителей | Процентный состав |
| -------------- | ------------- | ----------------- |
| молдаване      | 3340          | 92.27             |
| румыны         | 237           | 6.55              |
| украинцы       | 11            | 0.3               |
| русские        | 11            | 0.3               |
| болгары        | 11            | 0.3               |
| гагаузы        | 6             | 0.17              |
| прочие         | 4             | 0.11              |
| Всего          | 3620          | 100 %             |